# Leonardo De Lorenzo
Leonardo De Lorenzo (Viggiano, 1875. augusztus 29. – Santa Barbara, 1962. július 29.) olasz fuvolaművész, zenepedagógus.
Gyerekkorában kezdett el fuvolázni, majd Nápolyba ment a San Pietro a Majella Zenekonzervatóriumba.
1909-ben emigrált az Egyesült Államokba. Olyan együttesekkel dolgozott együtt, mint a New York Symphony Orchestra, Minneapolis Symphony Orchestra, Los Angeles Philharmonic, Rochester Philharmonic Orchestra.
1923-tól 1935-ig De Lorenzo fuvolatanár volt az Eastman School of Musicon Rochesterben.
A zeneszerző tiszteletére szülővárosa, Viggiano kétévente nemzetközi fuvolaversenyt rendezett 1997 és 2013 között.